# Orientierungslauf-Weltcup 2013
Der Orientierungslauf-Weltcup 2013 war die 19. Auflage der internationalen Wettkampfserie im Orientierungslauf. Der Gesamtsieg ging an die Schweizer Matthias Kyburz bei den Herren und Simone Niggli bei den Damen.
Ausgetragen wurde er in vier Runden mit insgesamt 13 Wettbewerben (fünf Sprints, sechs Läufe über die Mitteldistanz und ein Langdistanzrennen).

## Austragungsorte
| Runde | Wettkampf | Datum      | Austragungsort   | Wettbewerb                | Bemerkung                |
| ----- | --------- | ---------- | ---------------- | ------------------------- | ------------------------ |
| 1     | 1         | 6. Januar  | Feilding         | Mitteldistanz             | Ozeanienmeisterschaften  |
| 1     | 2         | 8. Januar  | Wellington       | Sprint                    | Ozeanienmeisterschaften  |
| 1     | 3         | 13. Januar | Taradale, Napier | Mitteldistanz (Jagdstart) | Ozeanienmeisterschaften  |
| 2     | 4         | 1. Juni    | Oslo             | Sprint                    | Nordic Orienteering Tour |
| 2     | 5         | 2. Juni    | Oslo             | Mitteldistanz             | Nordic Orienteering Tour |
| 2     | 6         | 4. Juni    | Sigtuna          | Sprint (Knockout)         | Nordic Orienteering Tour |
| 2     | 7         | 7. Juni    | Turku            | Sprint                    | Nordic Orienteering Tour |
| 2     | 8         | 8. Juni    | Turku            | Mitteldistanz (Jagdstart) | Nordic Orienteering Tour |
| 3     | 9         | 8. Juli    | Vuokatti         | Sprint                    | Weltmeisterschaften      |
| 3     | 10        | 9. Juli    | Vuokatti         | Langdistanz               | Weltmeisterschaften      |
| 3     | 11        | 12. Juli   | Vuokatti         | Mitteldistanz             | Weltmeisterschaften      |
| 4     | 12        | 5. Oktober | Baden            | Mitteldistanz             | Weltcup-Finale           |
| 4     | 13        | 6. Oktober | Baden            | Sprint                    | Weltcup-Finale           |

## Punktevergabe
| Platzierung       | Punkte      |
| ----------------- | ----------- |
| 1.–2.–3.          | 100–80–60   |
| 4.–5.–6.          | 50–45–40    |
| 7.–8.–9.–10.      | 37–35–33–31 |
| 11.–12.–…–39.–40. | 30–29–…–2–1 |

Bei den Wettkämpfen 8 und 13 wurde die doppelte Punktzahl vergeben.

## Ergebnisse

### Herren

#### 1. Wettkampf (Mitteldistanz in Fielding)
| Platz | Land | Athlet             | Zeit      |
| ----- | ---- | ------------------ | --------- |
| 1     | SUI  | Fabian Hertner     | 32:58 min |
| 2     | SWE  | Johan Runesson     | 33:55 min |
| 3     | SWE  | Jerker Lysell      | 34:31 min |
| 4     | SUI  | Matthias Merz      | 34:35 min |
| 5     | SWE  | William Lind       | 35:01 min |
| 6     | SUI  | Baptiste Rollier   | 35:13 min |
| 7     | SUI  | Matthias Leonhardt | 35:35 min |
| 8     | SWE  | Gustav Bergman     | 35:44 min |

Datum: 6. Januar 2013

Ort: Waikawa Beach (Karte)

Länge: 5,3 km

Steigung: 140 m

Posten: 25

#### 2. Wettkampf (Sprint in Wellington)
| Platz | Land | Athlet             | Zeit      |
| ----- | ---- | ------------------ | --------- |
| 1     | SUI  | Matthias Kyburz    | 17:52 min |
| 2     | SWE  | Jerker Lysell      | 18:27 min |
| 3     | SUI  | Matthias Merz      | 18:30 min |
| 4     | SUI  | Matthias Leonhardt | 18:41 min |
| 5     | NOR  | Olav Lundanes      | 18:50 min |
| 6     | DEN  | Tue Lassen         | 18:56 min |
| 7     | SUI  | Raffael Huber      | 19:05 min |
| 8     | SUI  | Andreas Kyburz     | 19:06 min |

Datum: 8. Januar 2013

Ort: Wellington-Governnment House (Karte)

Länge: 1,8 km

Steigung: 67 m

Posten: 8

#### 3. Wettkampf (Mitteldistanz in Taradale)
| Platz | Land | Athlet              | Zeit      |
| ----- | ---- | ------------------- | --------- |
| 1     | SWE  | Jerker Lysell       | 40:33 min |
| 2     | NOR  | Olav Lundanes       | 40:38 min |
| 3     | SWE  | Peter Öberg         | 41:14 min |
| 4     | SUI  | Matthias Merz       | 43:39 min |
| 5     | SUI  | Fabian Hertner      | 43:54 min |
| 6     | AUT  | Gernot Kerschbaumer | 43:59 min |
| 6     | SWE  | William Lind        | 43:59 min |
| 8     | SUI  | Matthias Kyburz     | 44:06 min |

Datum: 13. Januar 2013

Ort: Hawke’s Bay-Rotonui (Karte)

Länge: 4,4 km

Steigung: 295 m

Posten: 20

#### 4. Wettkampf (Sprint in Oslo)
| Platz | Land | Athlet               | Zeit      |
| ----- | ---- | -------------------- | --------- |
| 1     | SUI  | Matthias Kyburz      | 14:39 min |
| 2     | SUI  | Daniel Hubmann       | 14:55 min |
| 3     | DEN  | Tue Lassen           | 14:59 min |
| 4     | GBR  | Christopher Smithard | 15:04 min |
| 5     | SUI  | Matthias Merz        | 15:05 min |
| 6     | DEN  | Rasmus Thrane Hansen | 15:06 min |
| 7     | SWE  | Gustav Bergman       | 15:07 min |
| 8     | SUI  | Andreas Kyburz       | 15:11 min |

Datum: 1. Juni 2013

Ort:

Länge:

Steigung:

Posten:

#### 5. Wettkampf (Mitteldistanz in Oslo)
| Platz | Land | Athlet            | Zeit      |
| ----- | ---- | ----------------- | --------- |
| 1     | NOR  | Carl Godager Kaas | 37:10 min |
| 2     | SWE  | Gustav Bergman    | 37:13 min |
| 3     | NOR  | Bjørn Ekeberg     | 37:31 min |
| 4     | SUI  | Andreas Kyburz    | 37:52 min |
| 5     | FRA  | Lucas Basset      | 37:54 min |
| 6     | SUI  | Daniel Hubmann    | 38:00 min |
| 6     | NOR  | Andreas Nordberg  | 38:01 min |
| 8     | SUI  | Matthias Kyburz   | 38:08 min |

Datum: 2. Juni 2013

Ort:

Länge:

Steigung:

Posten:

#### 6. Wettkampf (Knockout-Sprint in Sigtuna)
| Platz | Land | Athlet                | Zeit     |
| ----- | ---- | --------------------- | -------- |
| 1     | SUI  | Fabian Hertner        | 8:12 min |
| 2     | NOR  | Øystein Kvaal Østerbø | 8:13 min |
| 3     | SUI  | Matthias Kyburz       | 8:13 min |
| 4     | SWE  | Jonas Leandersson     | 8:15 min |
| 5     | SUI  | Martin Hubmann        | 8:16 min |
| 6     | CZE  | Vojtìch Král          | 8:17 min |
| 7     | FIN  | Mårten Boström        | 8:19 min |
| 8     | SWE  | Gustav Bergman        | 8:41 min |

Datum: 4. Juni 2013

Ort:

Länge:

Steigung:

Posten:

#### 7. Wettkampf (Sprint in Turku)
| Platz | Land | Athlet               | Zeit      |
| ----- | ---- | -------------------- | --------- |
| 1     | SUI  | Matthias Kyburz      | 13:51 min |
| 2     | SUI  | Daniel Hubmann       | 13:52 min |
| 2     | SWE  | Jerker Lysell        | 13:52 min |
| 4     | SWE  | Jonas Leandersson    | 14:07 min |
| 5     | DEN  | Rasmus Thrane Hansen | 14:11 min |
| 6     | SUI  | Florian Howald       | 14:17 min |
| 7     | GBR  | Ralph Street         | 14:23 min |
| 8     | SUI  | Matthias Merz        | 14:26 min |
| 8     | SUI  | Fabian Hertner       | 14:26 min |

Datum: 7. Juni 2013

Ort:

Länge:

Steigung:

Posten:

#### 8. Wettkampf (Jagdstart-Mitteldistanz in Turku)
| Platz | Land | Athlet                | Zeit      |
| ----- | ---- | --------------------- | --------- |
| 1     | SUI  | Daniel Hubmann        | 2:35:48 h |
| 2     | SUI  | Matthias Kyburz       | 2:37:10 h |
| 3     | SWE  | Gustav Bergman        | 2:37:57 h |
| 4     | SUI  | Fabian Hertner        | 2:37:58 h |
| 5     | SUI  | Matthias Merz         | 2:38:48 h |
| 6     | SUI  | Martin Hubmann        | 2:40:06 h |
| 7     | RUS  | Andrei Chramow        | 2:40:10 h |
| 8     | NOR  | Øystein Kvaal Østerbø | 2:40:12 h |

Datum: 8. Juni 2013

Ort:

Länge:

Steigung:

Posten:
Der Wettkampf wurde mit Jagdstart ausgetragen. Die Zeiten aus den vorangegangenen Läufen der Nordic Orienteering Tour wurden in das Ergebnis mit eingerechnet.

#### 9. Wettkampf (Sprint in Vuokatti)
| Platz | Land | Athlet                | Zeit        |
| ----- | ---- | --------------------- | ----------- |
| 1     | FIN  | Mårten Boström        | 14:19,6 min |
| 2     | GBR  | Scott Fraser          | 14:36,7 min |
| 3     | SWE  | Jonas Leandersson     | 14:37,8 min |
| 4     | SUI  | Fabian Hertner        | 14:41,3 min |
| 5     | SUI  | Matthias Kyburz       | 14:45,8 min |
| 6     | DEN  | Rasmus Thrane Hansen  | 14:47,3 min |
| 7     | NOR  | Øystein Kvaal Østerbø | 14:49,4 min |
| 8     | SWE  | Jerker Lysell         | 14:52,3 min |

Datum: 8. Juli 2013

Ort: Sotkamo (Karte)

Länge: 3,9 km

Steigung: 69 m

Posten: 24

#### 10. Wettkampf (Langdistanz in Vuokatti)
| Platz | Land | Athlet            | Zeit      |
| ----- | ---- | ----------------- | --------- |
| 1     | FRA  | Thierry Gueorgiou | 1:41:39 h |
| 2     | FIN  | Jani Lakanen      | 1:42:57 h |
| 3     | LAT  | Edgars Bertuks    | 1:43:29 h |
| 4     | RUS  | Dmitri Zwetkow    | 1:43:43 h |
| 5     | NOR  | Magne Dæhli       | 1:43:57 h |
| 6     | SUI  | Matthias Merz     | 1:44:20 h |
| 7     | SUI  | Daniel Hubmann    | 1:44:48 h |
| 8     | DEN  | Tue Lassen        | 1:46:21 h |

Datum: 9. Juli 2013

Ort: Sotkamo-Kumpula (Karte)

Länge: 19,8 km

Steigung: 610 m

Posten: 18

#### 11. Wettkampf (Mitteldistanz in Vuokatti)
| Platz | Land | Athlet            | Zeit      |
| ----- | ---- | ----------------- | --------- |
| 1     | RUS  | Leonid Nowikow    | 37:45 min |
| 2     | FRA  | Thierry Gueorgiou | 37:54 min |
| 3     | SWE  | Gustav Bergman    | 38:21 min |
| 4     | SUI  | Matthias Kyburz   | 39:08 min |
| 5     | SUI  | Fabian Hertner    | 39:16 min |
| 5     | SUI  | Daniel Hubmann    | 39:16 min |
| 7     | NOR  | Carl Godager Kaas | 39:21 min |
| 8     | LAT  | Edgars Bertuks    | 39:51 min |

Datum: 12. Juli 2013

Ort: Vuokatti-Keima (Karte)

Länge: 6,3 km

Steigung: 245 m

Posten: 9

### Damen

#### 1. Wettkampf (Mitteldistanz in Fielding)
| Platz | Land | Athletin         | Zeit      |
| ----- | ---- | ---------------- | --------- |
| 1     | SWE  | Helena Jansson   | 33:31 min |
| 2     | DEN  | Ida Bobach       | 34:54 min |
| 3     | RUS  | Tatjana Rjabkina | 35:21 min |
| 4     | NOR  | Tone Wigemyr     | 35:32 min |
| 5     | SWE  | Annika Billstam  | 35:49 min |
| 6     | FIN  | Venla Niemi      | 35:55 min |
| 7     | SWE  | Lina Strand      | 36:11 min |
| 8     | SWE  | Lilian Forsgren  | 37:14 min |

Datum: 6. Januar 2013

Ort: Waikawa Beach (Karte)

Länge: 4,3 km

Steigung: 120 m

Posten: 19

#### 2. Wettkampf (Sprint in Wellington)
| Platz | Land | Athletin           | Zeit      |
| ----- | ---- | ------------------ | --------- |
| 1     | SWE  | Tove Alexandersson | 19:32 min |
| 2     | SWE  | Annika Billstam    | 19:35 min |
| 3     | NZL  | Lizzie Ingham      | 19:44 min |
| 4     | SUI  | Sara Lüscher       | 20:12 min |
| 5     | NOR  | Tone Wigemyr       | 20:19 min |
| 6     | SUI  | Rahel Friedrich    | 20:33 min |
| 7     | RUS  | Tatjana Rjabkina   | 20:36 min |
| 8     | DEN  | Ida Bobach         | 20:39 min |

Datum: 8. Januar 2013

Ort: Wellington-Governnment House (Karte)

Länge: 1,5 km

Steigung: 77 m

Posten: 7

#### 3. Wettkampf (Mitteldistanz in Taradale)
| Platz | Land | Athletin                        | Zeit      |
| ----- | ---- | ------------------------------- | --------- |
| 1     | SWE  | Tove Alexandersson              | 37:09 min |
| 2     | NOR  | Anne Margrethe Hausken Nordberg | 38:32 min |
| 3     | FIN  | Minna Kauppi                    | 38:52 min |
| 4     | RUS  | Tatjana Rjabkina                | 39:18 min |
| 5     | SWE  | Lena Eliasson                   | 39:29 min |
| 6     | DEN  | Ida Bobach                      | 40:16 min |
| 7     | SWE  | Helena Jansson                  | 40:52 min |
| 8     | NZL  | Lizzie Ingham                   | 41:43 min |

Datum: 13. Januar 2013

Ort: Hawke’s Bay-Rotonui (Karte)

Länge: 3,0 km

Steigung: 200 m

Posten: 13

#### 4. Wettkampf (Sprint in Oslo)
| Platz | Land | Athletin           | Zeit      |
| ----- | ---- | ------------------ | --------- |
| 1     | SUI  | Simone Niggli      | 13:45 min |
| 2     | SWE  | Tove Alexandersson | 14:05 min |
| 3     | DEN  | Ida Bobach         | 14:33 min |
| 3     | SWE  | Lina Strand        | 14:33 min |
| 5     | RUS  | Tatjana Rjabkina   | 14:34 min |
| 6     | DEN  | Emma Klingenberg   | 14:39 min |
| 7     | SUI  | Sarina Jenzer      | 14:47 min |
| 8     | NOR  | Tone Wigemyr       | 14:48 min |

Datum: 1. Juni 2013

Ort:

Länge:

Steigung:

Posten:

#### 5. Wettkampf (Mitteldistanz in Oslo)
| Platz | Land | Athletin           | Zeit      |
| ----- | ---- | ------------------ | --------- |
| 1     | SUI  | Simone Niggli      | 32:32 min |
| 2     | SWE  | Tove Alexandersson | 34:03 min |
| 3     | NOR  | Mari Fasting       | 34:05 min |
| 4     | SUI  | Sarina Jenzer      | 34:55 min |
| 5     | SUI  | Sara Lüscher       | 35:17 min |
| 6     | FIN  | Saila Kinni        | 35:31 min |
| 6     | SWE  | Annika Billstam    | 35:43 min |
| 8     | SWE  | Lina Strand        | 35:56 min |

Datum: 2. Juni 2013

Ort:

Länge:

Steigung:

Posten:

#### 6. Wettkampf (Knockout-Sprint in Sigtuna)
| Platz | Land | Athletin           | Zeit     |
| ----- | ---- | ------------------ | -------- |
| 1     | DEN  | Emma Klingenberg   | 8:17 min |
| 2     | SUI  | Simone Niggli      | 8:18 min |
| 3     | SUI  | Judith Wyder       | 8:19 min |
| 4     | RUS  | Galina Winogradowa | 8:23 min |
| 5     | RUS  | Tatjana Rjabkina   | 8:37 min |
| 6     | CZE  | Tereza Novotna     | 8:41 min |
| 7     | SWE  | Tove Alexandersson | 8:41 min |
| 8     | SWE  | Alva Olsson        | 9:13 min |

Datum: 4. Juni 2013

Ort:

Länge:

Steigung:

Posten:

#### 7. Wettkampf (Sprint in Turku)
| Platz | Land | Athletin           | Zeit      |
| ----- | ---- | ------------------ | --------- |
| 1     | SUI  | Simone Niggli      | 14:03 min |
| 2     | DEN  | Emma Klingenberg   | 14:17 min |
| 3     | SWE  | Annika Billstam    | 14:23 min |
| 4     | SWE  | Tove Alexandersson | 14:36 min |
| 5     | RUS  | Galina Winogradowa | 14:56 min |
| 6     | SUI  | Judith Wyder       | 14:58 min |
| 7     | DEN  | Ida Bobach         | 15:00 min |
| 7     | SUI  | Julia Gross        | 15:00 min |

Datum: 7. Juni 2013

Ort:

Länge:

Steigung:

Posten:

#### 8. Wettkampf (Jagdstart-Mitteldistanz in Turku)
| Platz | Land | Athletin           | Zeit      |
| ----- | ---- | ------------------ | --------- |
| 1     | SUI  | Simone Niggli      | 2:11:16 h |
| 2     | SWE  | Tove Alexandersson | 2:17:36 h |
| 3     | SWE  | Annika Billstam    | 2:19:42 h |
| 4     | RUS  | Tatjana Rjabkina   | 2:20:36 h |
| 5     | DEN  | Ida Bobach         | 2:26:05 h |
| 6     | SWE  | Lina Strand        | 2:26:15 h |
| 7     | FIN  | Saila Kinni        | 2:28:41 h |
| 8     | SUI  | Ines Brodmann      | 2:28:47 h |

Datum: 8. Juni 2013

Ort:

Länge:

Steigung:

Posten:
Der Wettkampf wurde mit Jagdstart ausgetragen. Die Zeiten aus den vorangegangenen Läufen der Nordic Orienteering Tour wurden in das Ergebnis mit eingerechnet.

#### 9. Wettkampf (Sprint in Vuokatti)
| Platz | Land | Athletin           | Zeit        |
| ----- | ---- | ------------------ | ----------- |
| 1     | SUI  | Simone Niggli      | 14:10,6 min |
| 2     | SWE  | Annika Billstam    | 14:18,7 min |
| 3     | FIN  | Venla Niemi        | 14:48,5 min |
| 4     | DEN  | Maja Alm           | 14:53,0 min |
| 5     | GBR  | Tessa Hill         | 14:58,2 min |
| 6     | RUS  | Galina Winogradowa | 15:04,3 min |
| 7     | DEN  | Emma Klingenberg   | 15:08,9 min |
| 8     | FIN  | Merja Rantanen     | 15:15,9 min |

Datum: 8. Juli 2013

Ort: Sotkamo (Karte)

Länge: 3,4 km

Steigung: 50 m

Posten: 21

#### 10. Wettkampf (Langdistanz in Vuokatti)
| Platz | Land | Athletin           | Zeit      |
| ----- | ---- | ------------------ | --------- |
| 1     | SUI  | Simone Niggli      | 1:20:02 h |
| 2     | SWE  | Tove Alexandersson | 1:23:01 h |
| 3     | SWE  | Lena Eliasson      | 1:23:08 h |
| 4     | FIN  | Minna Kauppi       | 1:23:44 h |
| 5     | RUS  | Tatjana Rjabkina   | 1:23:45 h |
| 6     | FIN  | Anni-Maija Fincke  | 1:25:51 h |
| 7     | SWE  | Emma Johansson     | 1:26:32 h |
| 8     | NOR  | Mari Fasting       | 1:26:40 h |

Datum: 9. Juli 2013

Ort: Sotkamo-Kumpula (Karte)

Länge: 13,9 km

Steigung: 440 m

Posten: 12

#### 11. Wettkampf (Mitteldistanz in Vuokatti)
| Platz | Land | Athletin           | Zeit      |
| ----- | ---- | ------------------ | --------- |
| 1     | SUI  | Simone Niggli      | 35:25 min |
| 2     | SWE  | Tove Alexandersson | 37:10 min |
| 3     | FIN  | Merja Rantanen     | 37:59 min |
| 4     | FIN  | Minna Kauppi       | 38:39 min |
| 5     | RUS  | Irina Nyberg       | 38:45 min |
| 6     | SWE  | Annika Billstam    | 38:49 min |
| 7     | FRA  | Amélie Chataing    | 38:50 min |
| 7     | RUS  | Tatjana Rjabkina   | 38:50 min |

Datum: 12. Juli 2013

Ort: Vuokatti-Keima (Karte)

Länge: 5,1 km

Steigung: 195 m

Posten: 9

## Gesamtwertung
Endstand nach allen 13 Wettkämpfen.
| Herren | Herren | Herren            | Herren |
| Platz  | Land   | Athlet            | Punkte |
| ------ | ------ | ----------------- | ------ |
| 1      | SUI    | Matthias Kyburz   | 870    |
| 2      | SUI    | Daniel Hubmann    | 685    |
| 3      | SUI    | Fabian Hertner    | 587    |
| 4      | SUI    | Matthias Merz     | 474    |
| 5      | SWE    | Gustav Bergman    | 466    |
| 6      | SWE    | Jerker Lysell     | 453    |
| 7      | SUI    | Martin Hubmann    | 444    |
| 8      | SWE    | Jonas Leandersson | 426    |
| 9      | SUI    | Andreas Kyburz    | 339    |
| 10     | DEN    | Tue Lassen        | 331    |

| Damen | Damen | Damen              | Damen  |
| Platz | Land  | Athletin           | Punkte |
| ----- | ----- | ------------------ | ------ |
| 1     | SUI   | Simone Niggli      | 885    |
| 2     | SWE   | Tove Alexandersson | 836    |
| 3     | SWE   | Annika Billstam    | 571    |
| 4     | DEN   | Ida Bobach         | 464    |
| 5     | SUI   | Judith Wyder       | 459    |
| 6     | RUS   | Tatjana Rjabkina   | 439    |
| 7     | DEN   | Emma Klingenberg   | 424    |
| 8     | SWE   | Lina Strand        | 381    |
| 9     | NOR   | Tone Wigemyr       | 314    |
| 10    | SUI   | Ines Brodmann      | 309    |

### Runde 1
- World Cup 2013 Round 1 IOF
- Website der Ozeanienmeisterschaften 2013

### Runde 2
- World Cup 2013 Round 2 IOF
- Programmheft der Nordic Orienteering Tour

### Runde 3
- World Cup 2013 Round 3 IOF

### Runde 4
- World Cup 2013 Round 4 IOF